# Lucio Tan
Lucio C. Tan, Sr., né le 17 juillet 1934, est un homme d'affaires sino-philippin. 
Il a fait fortune après avoir investi dans des banques, des compagnies aériennes, la vente de boissons alcoolisées, de tabac, l'industrie immobilière et l'éducation. En 2013, le magazine Forbes l'a classé comme le deuxième milliardaire le plus riche des Philippines avec une valeur nette de 7,5 milliards de dollars. 

## Biographie
Tan est né à Amoy (aujourd'hui Xiamen) en Chine. Ses parents ont déménagé à Cebu aux Philippines quand il était enfant. Certaines rumeurs insinuent qu'il serait allé à l'école pieds nus et aurait d'abord travaillé comme dockeur. Il a obtenu un baccalauréat en génie chimique de l'Université extrême-orientale de Manille. Forbes avance que pendant ses études, Tan « travaillait comme concierge dans une usine de tabac » où il « nettoyait les planchers pour payer l'école ».

## Intérêts commerciaux
| - LT Group, Inc. (Bourse des Philippines)** Asia Brewery, Inc. - Tanduay Distillers, Inc. - Absolut Distillers, Inc. - Asian Alcohol Corporation - Fortune Tobacco Corporation - PMFTC, Inc. – 50% ownership by FTC - Eton Properties Philippines, Inc. - Philippine National Bank (Bourse des Philippines)- (merger of Philippine National Bank and Allied Banking Corporation) - Victorias Milling Company, Inc. (Bourse des Philippines) – minority interest and management control | - Philippine Airlines (Bourse des Philippines) - PAL Express - MacroAsia Corporation (Bourse des Philippines) | Others: - Alliedbankers Insurance Corporation - Himmel Industries, Inc. - Century Park Hotel - Grandspan Development Corporation - Lucky Travel Corporation - Foremost Farms, Inc. - Pan Asia Securities (stock brokerage firm) - The Charter House (hotel) - University of the East - Tan Yan Kee Foundation |

## Controverses
En 1997, Forbes, dans un article intitulé « Un rapport sur l'Asie », fait état de la « corruption considérable encore répandue » aux Philippines, justifiant cette affirmation en citant comment Tan « a à lui seul mis en place une réforme fiscale visant à supprimer privilèges pour les producteurs locaux de tabac et de bière ». 
En 1998, Forbes rapporte que Tan passe son temps libre à « jouter avec le gouvernement pour des accusations d'évasion fiscale » et avec les actionnaires de Philippine Airlines « qui ont tenté de bloquer son offre de reprise de la compagnie aérienne ». 
L'État philippin a cherché à récupérer 60 % des participations de Tan dans des sociétés que celui-ci détenait en fiducie pour l'ancien président Ferdinand Marcos - telles que Fortune Tobacco, Asia Brewery, Allied Banking Corp., Foremost Farms, Himmel Industries, Grandspan Development Corp., Silangan Holdings, Dominium Realty and Construction Corp. et Shareholdings Inc. - car le Presidential Commission on Good Government accusait Marcos de les avoir acquis illégalement avec des fonds publics. 
Peu après, le PCGG a déposé une requête auprès de la Cour suprême. Le 7 décembre 2007, la Cour suprême a confirmé la décision du tribunal anti-greffe. La Cour suprême n'a trouvé aucune preuve que Tan, sa famille ou ses diverses entreprises aient profité indûment de leur relation avec l'ancien président Marcos. Ne trouvant aucune base factuelle pour la saisie des valeurs, la Cour suprême a rejeté la requête du PCGG, selon un communiqué du tribunal. 
Dans une lettre du 29 avril 2009 déposée auprès du tribunal anti-greffe, le PCGG a annoncé qu'il « classait son dossier » et mettait fin à sa présentation des preuves dans le cadre du procès de 51 milliards de PHP. Cela, selon le rapport, a été une surprise car les avocats du gouvernement avaient précédemment insisté devant le tribunal pour qu'ils aient encore plusieurs témoins clés, dont l'ancienne première dame Imelda Marcos.